# Burg Zwiefaltendorf
Die Burg Zwiefaltendorf ist eine abgegangene Wasserburg im Ortsteil Zwiefaltendorf der Stadt Riedlingen im Landkreis Biberach in Baden-Württemberg.
Die Burg wurde wohl von den Herren von Zwiefaltendorf im 11. Jahrhundert erbaut, 1091 wurde ein Dietrich von Zwiefaltendorf erwähnt. 1517 wurde die Burg durch Herzog Ulrich von Württemberg niedergebrannt und 1660 nach der Plünderung durch die Schweden abgebrochen. Anschließend wurde wenige Meter nördlich das Schloss Zwiefaltendorf errichtet.
Weitere Besitzer waren auch die Herren von Speth. Von der ehemaligen Burganlage sind nur noch wenige Mauerreste erhalten.